# More Love
More Love — шестой студийный альбом российского певца Федука. Был выпущен 8 ноября 2018 года лейблом «Первое музыкальное».

## История создания
Альбом содержит 13 песен, включая три акустические версии старых песен.
Федук о своём альбоме:
Альбом на самом деле грустный, не весёлый ни фига. Это то, что я чувствовал и, может быть, чувствую до сих пор. Но у меня уже новый этап в жизни, и мои следующие релизы не будут грустными.

## Список композиций
| №   | Название           | Длительность |
| --- | ------------------ | ------------ |
| 1.  | «Intro»            | 1:23         |
| 2.  | «More Love»        | 2:59         |
| 3.  | «Здесь никого нет» | 3:22         |
| 4.  | «Дождь»            | 3:55         |
| 5.  | «You»              | 2:59         |
| 6.  | «Модели»           | 1:53         |
| 7.  | «No»               | 3:11         |
| 8.  | «Моряк»            | 2:06         |
| 9.  | «Амазонка»         | 2:54         |
| 10. | «По волнам»        | 2:25         |
| 11. | «Луна»             | 3:18         |
| 12. | «Где ты была»      | 3:22         |
| 13. | «Влюблены»         | 2:38         |

## Критика
Алексей Мажаев не слишком высоко оценил альбом, назвав его приторным и нудным, тем не менее, похвалив мелодичность песен «Дождь», «Моряк», «По волнам».

## Музыкальные видео
На следующие песни были выпущены музыкальные видеоклипы:
- «Моряк» реж. Симон
- «По волнам» реж. Медет Шаяхметов
- «Амазонка» реж. Михаил Ежевикин
- «Μοre Love» реж. Медет Шаяхметов

## Чарты

### Недельные чарты
| Чарт (2018)          | Высшая позиция в чартах |
| -------------------- | ----------------------- |
| Россия (iTunes)      | 6                       |
| Россия (Apple Music) | 4                       |
| Мир (Вконтакте)      | 29                      |